# DAF/DOS
DAF/DOS – elektroniczny projekt muzyczny stworzony przez Gabriela Delgado-Lópeza w 1995 jako kontynuacja jego pracy z Deutsch Amerikanische Freundschaft (D.A.F) („DOS” w nazwie zespołu odnosi się do hiszpańskiego słowa „dwa”).

## Historia
Gabi pod szyldem zespołu nagrał album Allein, Zu Zweit, Mit Telefon z Wotanem Möhringiem, a następnie, już samemu, album Der DAF/DOS Staat (nagranie na żywo tego projektu zostało wydane w tym samym czasie).

## Dyskografia

### Albumy studyjne
- Allein, Zu Zweit, Mit Telefon (1996)
- Der DAF/DOS Staat (1999)
- Der DAF/DOS Live Staat (1999)

### Single
- „Ich Glaub' Ich Fick' Dich Später” (1996)
- „Stimme des Herzens” (1996)
- „Nordisc EP” (1997)
- „International Song” (1999)